# Morski psi spavači
Morski psi spavači (lat. Somniosidae) porodica manjih morskih pasa raširenih po svim oceanima od Arktika do Antarktika. Sastoji se od 5 rodova sa 17 vrsta
Svjetlosni organi prisutni su kod većine vrsta. Najveći među njima su Somniosus pacificus (440 cm), Somniosus antarcticus (438 cm), Somniosus microcephalus (550.0 cm ), ostali su manji od 2 metra

## Rodovi
1. Centroscymnus Bocage & Capello, 1864
2. Scymnodalatias Garrick, 1956
3. Scymnodon Barbosa du Bocage & Brito Capello, 1864
4. Somniosus Lesueur, 1818
5. Zameus Jordan & Fowler, 1903

## Vanjske poveznice
|  | Zajednički poslužitelj ima još gradiva o temi Somniosidae |
|  | Wikivrste imaju podatke o taksonu Somniosidae             |